# Nyhetsbyrån
Nyhetsbyrån var ett debattprogram som började sändas i Sveriges Television 31 januari 2011, och ersatte en av Debatts sändningar. Nyhetsbyrån hade en panel bestående av nya gäster varje vecka. Programledare var Sara Wennerblom Arén.
Några av paneldeltagarna var personer med bakgrund i media som Britt-Marie Mattsson, Gunnar Falkemark, Maria Sveland och Viggo Cavling men även ståuppkomikern Özz Nûjen och skådespelaren Claes Malmberg.